# Lijst van voetbalinterlands Bosnië en Herzegovina - Vietnam
Deze lijst van voetbalinterlands is een overzicht van alle officiële voetbalwedstrijden tussen de nationale teams van Bosnië en Herzegovina en Vietnam. De landen speelden tot op heden één keer tegen elkaar: een vriendschappelijke wedstrijd, die werd gespeeld op 22 februari 1997 in Shah Alam (Maleisië).

## Wedstrijden
| № | Plaats    | Datum            | Competitie        | Wedstrijd                       | Uitslag |
| - | --------- | ---------------- | ----------------- | ------------------------------- | ------- |
| 1 | Shah Alam | 22 februari 1997 | Vriendschappelijk | Bosnië en Herzegovina – Vietnam | 4 – 0   |

## Samenvatting
| Competitie        | Totaal gespeeld | Winst Bosnië en Her. | Gelijk | Winst Vietnam | Doelsaldo Bosnië en Her. – Vietnam |
| ----------------- | --------------- | -------------------- | ------ | ------------- | ---------------------------------- |
| Vriendschappelijk | 1               | 1                    | 0      | 0             | 4 − 0                              |
| Totaal            | 1               | 1                    | 0      | 0             | 4 − 0                              |

Wedstrijden bepaald door strafschoppen worden, in lijn met de FIFA, als een gelijkspel gerekend.

## Details

### Eerste ontmoeting
De eerste en tot op heden enige ontmoeting tussen de nationale voetbalploegen van Bosnië-Herzegovina en Vietnam vond plaats op 22 februari 1997 in het kader van de strijd om de Dunhill Cup. Het duel, bijgewoond door 18.000 toeschouwers, werd gespeeld in Merdeka Stadion in Shah Alam (Maleisië), en stond onder leiding van scheidsrechter Nik Ahmad Haji Yaakub uit Maleisië. Bondscoach Fuad Muzurović van Bosnië-Herzegovina liet in de achtste interland onder zijn leiding zes spelers debuteren: Admir Adžem (FK Željezničar), Džemo Smječanin (FK Sarajevo), Senad Repuh (FK Sarajevo), Dželaludin Muharemović (NK Zagreb), Samir Bajtarević (FK Rudar Ugljevik) en Nermin Važda (NK Bosna Visoko).
| Vriendschappelijk (Shah Alam, Vietnam, 22 februari 1997): |              |         |
| Bosnië en Herzegovina | 4 – 0        | Vietnam |
| Dželaludin Muharemović 29' Sanjin Pintul 45' (pen.) Džemo Smječanin 52' (pen.) Senad Repuh 87'                                                                       | goals        |         |
| Fuad Muzurović | bondscoach   | ???     |
| Mirsad Dedić Senad Begić Sanjin Pintul Džemo Smječanin Admir Adžem Nudžeim Geča Almir Turković Pavo Dadić Sead Osmić 60' Dželaludin Muharemović 85' Nermin Važda 63' | opstellingen | ???     |
| Senad Repuh 60' Asim Hrnjic 63' Samir Bajtarević 85' | wissels      | ???     |
| ?' Sead Osmić ?' Sanjin Pintul | gele kaarten | ???     |

N/FS BiH · A-internationals · Bondscoaches · Statistieken · Bosnisch vrouwenelftal · Bosnië U23 · Bosnië U21 · Bosnië U19 · Bosnië U18 · Bosnië U17 · Bosnië U16
1995 – 1999 ·
2000 – 2009 ·
2010 – 2019 ·
2020 − 2029
WK 2014
1995 · 
1996 · 
1997 · 
1998 · 
1999 · 
2000 · 
2001 · 
2002 · 
2003 · 
2004 · 
2005 · 
2006 · 
2007 · 
2008 · 
2009 · 
2010 · 
2011 · 
2012 · 
2013 · 
2014 · 
2015 · 
2016 · 
2017 · 
2018 ·
2019 ·
2020 ·
2021 ·
2022 ·
2023 ·
2024
Albanië ·
Algerije ·
Andorra ·
Argentinië ·
Armenië ·
Azerbeidzjan ·
Bahrein ·
Bangladesh ·
België ·
Brazilië · 
Bulgarije ·
Chili ·
China ·
Costa Rica ·
Cyprus ·
Denemarken ·
Duitsland ·
Egypte ·
Engeland ·
Estland ·
Faeröer ·
Finland ·
Frankrijk ·
Georgië ·
Ghana ·
Gibraltar ·
Griekenland ·
Hongarije ·
Ierland · 
IJsland ·
Indonesië ·
Iran ·
Israël ·
Italië ·
Ivoorkust ·
Japan ·
Joegoslavië · 
Jordanië ·
Kazachstan ·
Koeweit ·
Kroatië ·
Letland ·
Liechtenstein ·
Litouwen ·
Luxemburg ·
Maleisië ·
Malta ·
Mexico ·
Moldavië ·
Montenegro ·
Nederland ·
Nigeria ·
Noord-Ierland ·
Noord-Macedonië ·
Noorwegen ·
Oekraïne ·
Oezbekistan ·
Oman ·
Oostenrijk ·
Paraguay ·
Polen ·
Portugal ·
Qatar ·
Roemenië ·
San Marino ·
Schotland ·
Senegal ·
Servië en Montenegro ·
Slovenië ·
Slowakije ·
Spanje ·
Tsjechië ·
Tunesië · 
Turkije ·
Verenigde Staten · 
Vietnam ·
Wales ·
Wit-Rusland ·
Zimbabwe ·
Zuid-Korea ·
Zweden ·
Zwitserland
Argentinië (2014) ·
Iran (2014) ·
Nigeria (2014)
VFF · 
A-internationals · 
Vietnamees vrouwenelftal
1991 – 1999 ·
2000 – 2009 ·
2010 – 2019 ·
2020 − 2029
Afghanistan ·
Albanië ·
Australië ·
Bahrein · 
Bangladesh · 
Bosnië en Herzegovina · 
Cambodja · 
China · 
Curaçao ·
Estland · 
Filipijnen · 
Guam · 
Guinee ·
Hongkong · 
India · 
Indonesië · 
Irak ·
Iran · 
Jamaica · 
Japan ·
Jemen · 
Jordanië ·
Kazachstan · 
Kirgizië ·
Koeweit · 
Laos · 
Libanon · 
Macau · 
Malediven · 
Maleisië · 
Mongolië · 
Mozambique ·
Myanmar · 
Nepal · 
Noord-Korea ·
Oezbekistan · 
Oman · 
Palestina ·
Qatar ·
Rusland ·
Saoedi-Arabië · 
Singapore · 
Sri Lanka · 
Syrië · 
Tadzjikistan · 
Taiwan · 
Thailand · 
Turkmenistan · 
Verenigde Arabische Emiraten · 
Zimbabwe · 
Zuid-Korea